# Hochstadl (berg i Österrike)
Hochstadl är ett berg i Österrike.   Det ligger i distriktet Liezen och förbundslandet Steiermark, i den östra delen av landet, 110 km sydväst om huvudstaden Wien. Toppen på Hochstadl är 1 919 meter över havet. Hochstadl ingår i Kräuterin.
Terrängen runt Hochstadl är kuperad åt nordväst, men åt sydost är den bergig. Runt Hochstadl är det ganska glesbefolkat, med 48 invånare per kvadratkilometer.. 
I omgivningarna runt Hochstadl växer i huvudsak blandskog.